# Centrophorus lusitanicus
Centrophorus lusitanicus är en hajart som beskrevs av Barbosa du Bocage och de Brito Capello 1864. Centrophorus lusitanicus ingår i släktet Centrophorus och familjen Centrophoridae. IUCN kategoriserar arten globalt som sårbar. Inga underarter finns listade i Catalogue of Life.